# 梅宮万紗子
梅宮 万紗子（うめみや まさこ、1977年6月11日 - ）は、日本の女優。母方の叔父である元防衛大臣、衆議院議員江渡聡徳の秘書も務めていた。東京都出身。ケイダッシュグループのケイパークに所属。

## 来歴・人物
國學院高等学校を経て、東洋英和女学院大学短期大学部卒業。
1997年、『研修医なな子』で女優デビューし、CMタレントとしても活躍。
趣味は、マクロビオティック料理、茶道。特技は英語、空手（初段）。
父方の親戚として俳優・梅宮辰夫は伯父、タレント・モデルの梅宮アンナは従姉である。江渡聡徳は母方の叔父であり、俳優の高橋克典は再従兄に、元アイドル「黒BUTAオールスターズ」のメンバーだった梅宮亜須加は遠戚にあたる。

## 出演

### テレビドラマ（連続ドラマ・レギュラー）
- 研修医なな子（1997年10月13日 - 12月8日、テレビ朝日） - 藤田秀美 役
- 殴る女（1998年10月13日 - 12月15日、フジテレビ） - 白石ルミ子 役
- ニュースキャスター 霞涼子（1999年1月14日 - 3月18日、テレビ朝日） - 横田理絵 役
- 金曜日の恋人たちへ（2000年1月14日 - 3月17日、TBS） - 佐藤緑 役
- サラリーマン金太郎2（2000年4月9日 - 7月2日、TBS） - 岡田霧子 役
- ゴールデンボウル（2002年4月20日 - 7月6日、日本テレビ） - 大橋泉 役
- ランチの女王（2002年7月1日 - 9月16日、フジテレビ） - 山城秀美 役
- 最後の弁護人（2003年1月15日 - 3月19日、日本テレビ） - 佐野悠美 役
- メモリー・オブ・ラブ（2004年12月6日 - 2005年2月4日、TBS） - 坂本奈緒 役
- 仮面ライダー響鬼（2005年1月30日 - 2006年1月22日、テレビ朝日） - 滝澤みどり 役
- 松本清張 けものみち（2006年1月12日 - 3月9日、テレビ朝日） - 檜原映子 役
- 華和家の四姉妹（2011年7月10日 - 9月18日、TBS） - 大島敦美 役
- アイアングランマ2（2018年6月3日 - 7月8日、NHK BSプレミアム） - 朝倉彩香 役

### テレビドラマ（単発ドラマ・ゲスト）
- ザ・ドクター（1999年7月4日 - 9月19日、TBS） - 柏木瞳子 役
- NINETEEN〜LAST TEENAGE SUMMER（2000年2月19日、中国放送） - 主人公の姉 役
- 世にも奇妙な物語 '01春の特別編「株式男」（2001年4月5日、フジテレビ）
- 金曜エンタテイメント（フジテレビ）
  - 『ニュースキャスター沢木麻沙子』4「京都・加賀殺人事件」（2001年9月21日）- 磯部優子 役
  - 「実録 福田和子」（2002年8月2日）
- 土曜ワイド劇場 25周年記念スペシャル「牟田刑事官VS終着駅の牛尾刑事」第2作「暗渠（あんきょ）の連鎖」（2002年12月28日、テレビ朝日） - 矢作悠子 役
- FNS27時間テレビ「海のオルゴール」（2003年6月28日 - 29日、フジネットワーク）
- 高原へいらっしゃい 第4話（2003年7月24日、TBS） - 永瀬由紀 役
- ダムド・ファイル 第10話（2003年9月12日、名古屋テレビ放送） - 川久保由紀 役
- 独身3!! 第4話（2003年10月31日、テレビ朝日） - 博美 役
- 男湯2（2003年11月8日、フジテレビ） - 平山由希 役
- 僕と彼女と彼女の生きる道 第6話（2004年2月10日、フジテレビ） - ゲスト
- さそり（2004年6月、BS-i）
- ラストクリスマス 第7話（2004年11月22日、フジテレビ） - 藤本香澄 役
- ほんとにあった怖い話（恐怖郵便26週目-防空壕のお姉さん-）（2005年2月7日、フジテレビ） - 槌田幸子 役
- 夜王 第7話（2006年2月24日、TBS） - 小蝶 役
- 4姉妹探偵団 第2話（2008年1月25日、テレビ朝日） - 原知子 役
- 仮面ライダーキバ 第2話（2008年2月3日、テレビ朝日） - 宮澤ひとみ 役
- Around40〜注文の多いオンナたち〜（2008年4月、TBS）
- キミ犯人じゃないよね? 第8話（2008年5月30日、テレビ朝日） - 松戸フランソワーズ小百合 役
- 猟奇的な彼女（2008年6月8日・15日、TBS） - 高見亜季 役
- オトコマエ! 第8話（2008年6月14日、NHK） - 志乃 役
- ヒットメーカー 阿久悠物語（2008年8月1日、日本テレビ） - 沢村明美 役
- モンスターペアレント 第9話（2008年8月26日、フジテレビ） - ゲスト
- ギラギラ 第5話（2008年11月14日、テレビ朝日） - 白坂華子 役
- ラブシャッフル 第9話（2009年3月13日、TBS） - 亀井美恵 役
- 金曜プレステージ 浅見光彦シリーズ33 後鳥羽伝説殺人事件（2009年4月10日、フジテレビ） - 正法寺美也子 役
- 月曜ゴールデン 駅弁刑事・神保徳之助3（2009年5月4日、TBS） - 塚原由香里 役
- 東京DOGS 第3話（2009年11月2日、フジテレビ） - 木内洋子 役
- サギ師リリ子 第42、45話（2009年11月25日・30日、テレビ東京） - 藤木優花 役
- 月曜ゴールデン 湯けむりバスツアー 桜庭さやかの事件簿2（2010年4月19日、TBS）
- 大魔神カノン 第11話（2010年6月18日、テレビ東京） - 守谷夫人 役
- 相棒 Season 9 第1-2話「顔のない男」（2010年10月20日・27日、テレビ朝日 / 東映） - 笠井亮子 役
- 歌セラ 第6回「センセイ」・第7回「説得」（2010年11月18日・25日、TUY・TBC・HBCほか）
- 土曜ワイド劇場 ミステリー作家 六波羅一輝の推理「白骨の語り部」（2010年12月4日、テレビ朝日）
- 水戸黄門第42部 第10話「茶壺に追われた御老公 -信楽-」（2010年12月13日、TBS / C.A.L） - 巴 役
- ゴーストママ捜査線〜僕とママの不思議な100日〜 第6話（2012年8月18日、日本テレビ） - 真知子 役
- ゼロの真実〜監察医・松本真央〜 第6話（2014年8月21日、テレビ朝日） - 石田桃子 役
- 土曜ワイド劇場 鉄道捜査官15「死を呼ぶスケッチ旅行!? 終着駅で炎上する名画の謎!!」（2015年4月4日、テレビ朝日） - 佐伯千加子 役
- きみはペット 第7話（2017年4月3日、フジテレビ） - エリカ 役
- 神ノ牙-JINGA- 第00話（2018年10月4日、TOKYO MX） - 玲奈 役
- 大岡越前スペシャル 〜親子をつなぐ名裁き〜（2019年1月4日、NHK-BS） - おみち 役
- ベビーシッター・ギン! 第7話（2019年8月11日、NHK BSプレミアム） - ゲスト出演
- アイゾウ 警視庁・心理分析捜査班 「殺しのピエロ」（2023年3月28日、フジテレビ） - 中園美久 役[4]
- さすらい署長 風間昭平スペシャル「とやま庄川峡殺人事件」（2024年6月24日、テレビ東京） - 桑原純子 役[5]

### テレビ
- 世界ウルルン滞在記「フランスグラタンの村に…梅宮万紗子が出会った」（1999年5月9日、毎日放送）
- さんまのスーパーからくりTV（1999年、TBS） - ゲスト
- 24時間テレビ「愛は地球を救う」22 伝えたい…夢のちから!（1999年8月21日 - 22日、日本テレビ） - ゲストレポーター
- クイズ紳助くん（2011年、朝日放送） - ゲスト
- ちょっとザワつくイメージ調査 もしかしてズレてる? 第15回（2017年5月15日、関西テレビ） - ゲスト
- ニュース女子（2017年、TOKYO MX1/DHCテレビ） - 参加者＃133、＃140
- ニュース女子（2018年、TOKYO MX1/DHCテレビ） - 参加者＃148

### レポーター
- 「台湾で一服!元気になれる旅!」（2003年10月、旅チャンネル）

### インターネット動画配信
- 長谷川幸洋と高橋洋一のNEWSチャンネル（2020年3月 - ） - レギュラー

### 映画
- ナマタマゴ（2002年1月、久保田哲史監督、製作・つんくFILMS）
- サウラビ（2002年2月22日、日韓合作）
- 恋に唄えば♪（2002年11月16日、金子修介監督） - エリコ 役
- 劇場版 仮面ライダー響鬼と7人の戦鬼（2005年9月3日） - ハバタキの女房 役
- 江東区亀戸地域活性化DIプロジェクト 短編映画「おそろい」（2014年12月、一ノ瀬晶監督、MEATUS/filmsitc） - 真弓 役
- 亜人（2017年9月30日、本広克行監督、東宝） - アナウンサー 役
- 日本独立（2020年12月18日、伊藤俊也監督、シネメディア） - 麻生和子 役[6]
- われ弱ければ 矢嶋楫子伝（2022年2月11日、山田火砂子監督、現代ぷろだくしょん） - 矢嶋順子 役
- リ、ライト（2022年9月23日、一ノ瀬晶監督、unit.TOTLOT） - 主演：水崎洋子 役[7]
- 魔女の香水（2023年6月16日、宮武由衣監督、アーク・エンタテインメント） - 原田真澄 役[8][9]

### WEB MOVIE・配信ドラマ
- スカイマークｘネスレ日本「踊る大空港、或いは私は如何にして踊るのを止めてゲームのルールを変えるに至ったか。[10]」 第15話「目指せスーパーバイザー」（2016年11月1日、本広克行総監督、ネスレシアター/AbemaTV） - 主演：筒井翔子 役

### 舞台
- 劇団東少「シンデレラ」（2004年7月） - 主演
- 「銀座の恋人たち〜君を忘れない〜」（2011年1月） - 主演
- 「引き出しの中のラブレター」（2012年11月17日 - 25日） - 主演
- 「花や、、、蝶や、、、」（2013年1月）
- 「あなたに贈る×（キス）」（2013年12月18日 - 22日、新宿シアターサンモール）
- 岩松了プロデュースVol.2「宅悦とお岩～四谷怪談のそのシーンのために～」（2014年3月7日 - 23日、下北沢駅前劇場）
- 「花や、、、蝶や、、、」（2014年4月9日 - 13日、東京芸術劇場シアターイースト）
- 飯田譲治初舞台作品『戯曲Operation』（2015年7月22日 - 26日、中野あくとれ） - 主演
- ジャングルベル・シアター20周年公演「悟らずの空 2015」（2015年11月18日 - 24日、池袋シアターグリーン BIG TREE THEATER）

### コマーシャル
- 資生堂「SEE BREEZE」（1998年）
- 宝酒造「焙炒造り」（1998年）
- 花王「カリテ」（2000年）
- NTTドコモ「ポケットボード」（2000年）
- イー・ゲート「girlsgate」（2000年、インターネットマガジン）
- カルピス「アロエ&カルピス」（2001年）
- 小林製薬「クイックドライタオル」（2001年）
- AFLAC「新健康応援団MAX」噴水篇（2002年）
- ロート製薬「メンソレータム リフレア」（2004年）
- ユーキャン「フミダス（ライバルは黒光り 編）」（2010年）
- サンスター「歯のホワイトニングシリーズ『settima（セッチマ）』」WEBサイトイメージモデル（2011年 - 2013年）
- エルビー（アサヒグループホールディングス）Web限定動画「こだわりお茶の真実」篇（2014年 - 2016年）

### VIDEO&DVD
- 「ドラッグストアVol.1」（1998年7月18日、赤松裕介監督、SPE・ビジュアルワークス/SVWV-3010） - 主演
- 「CROSS ROAD」（2002年2月20日、ポニーキャニオン）
- 「1scene」（2010年8月20日、イーネット・フロンティア）
- 「2scene」（2011年2月23日、イーネット・フロンティア）
- 「applause」（2011年8月26日、竹書房）

### MUSIC VIDEO
- 角松敏生「You're My Only Shinin' Star」（1999年11月25日）
- カサリンチュ「あなたがそばにいるだけで」（2013年12月4日、エピックレコードジャパン/御法川修監督）

## 書籍

### 写真集
- トロイメライ（1998年9月、辰巳出版、撮影：安達尊）ISBN 978-4886413352
- CROSS（2002年2月、ワニブックス、撮影：平野晋子）ISBN 978-4847026997
- NEWS（2002年6月、ワニマガジン社、撮影：野村誠一）ISBN 978-4898298541